# 金剛輪寺

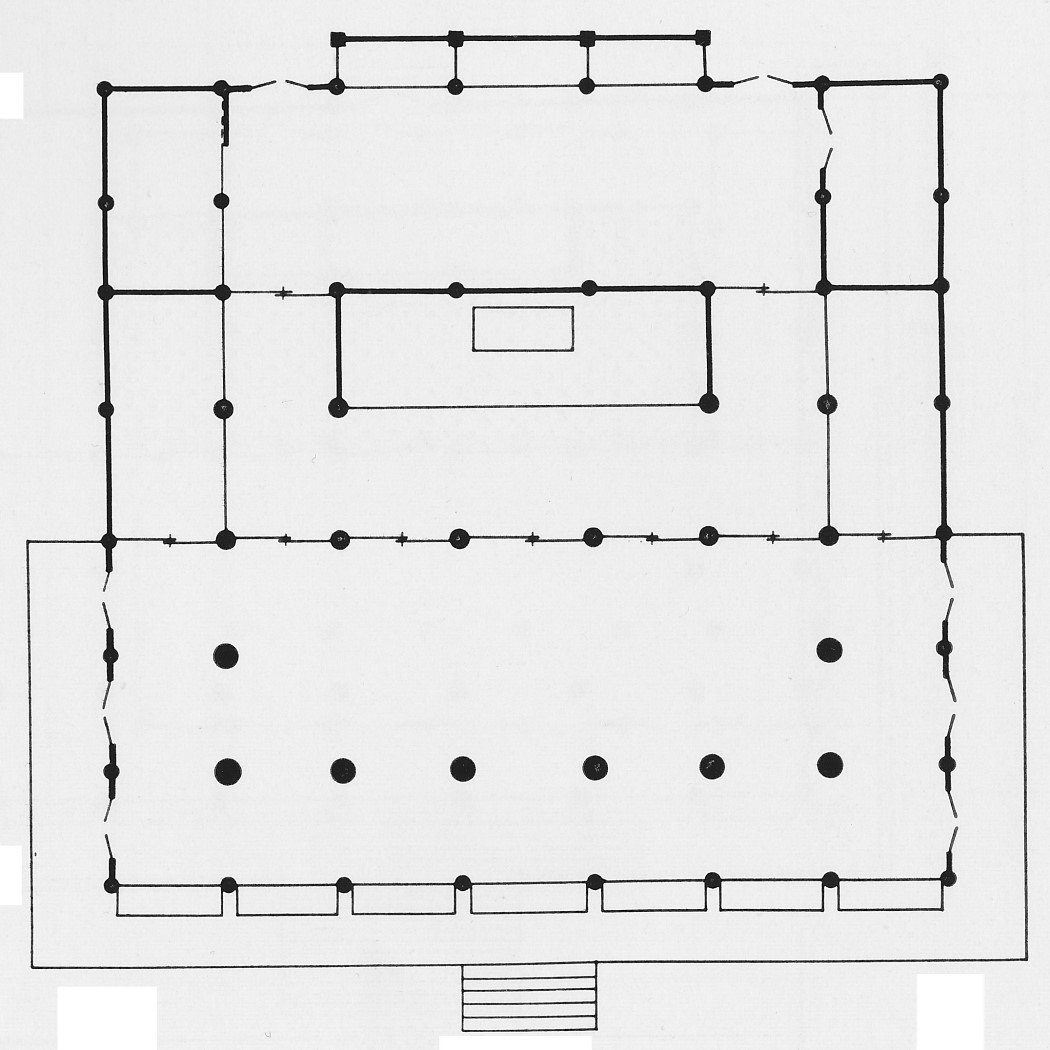
本堂平面図

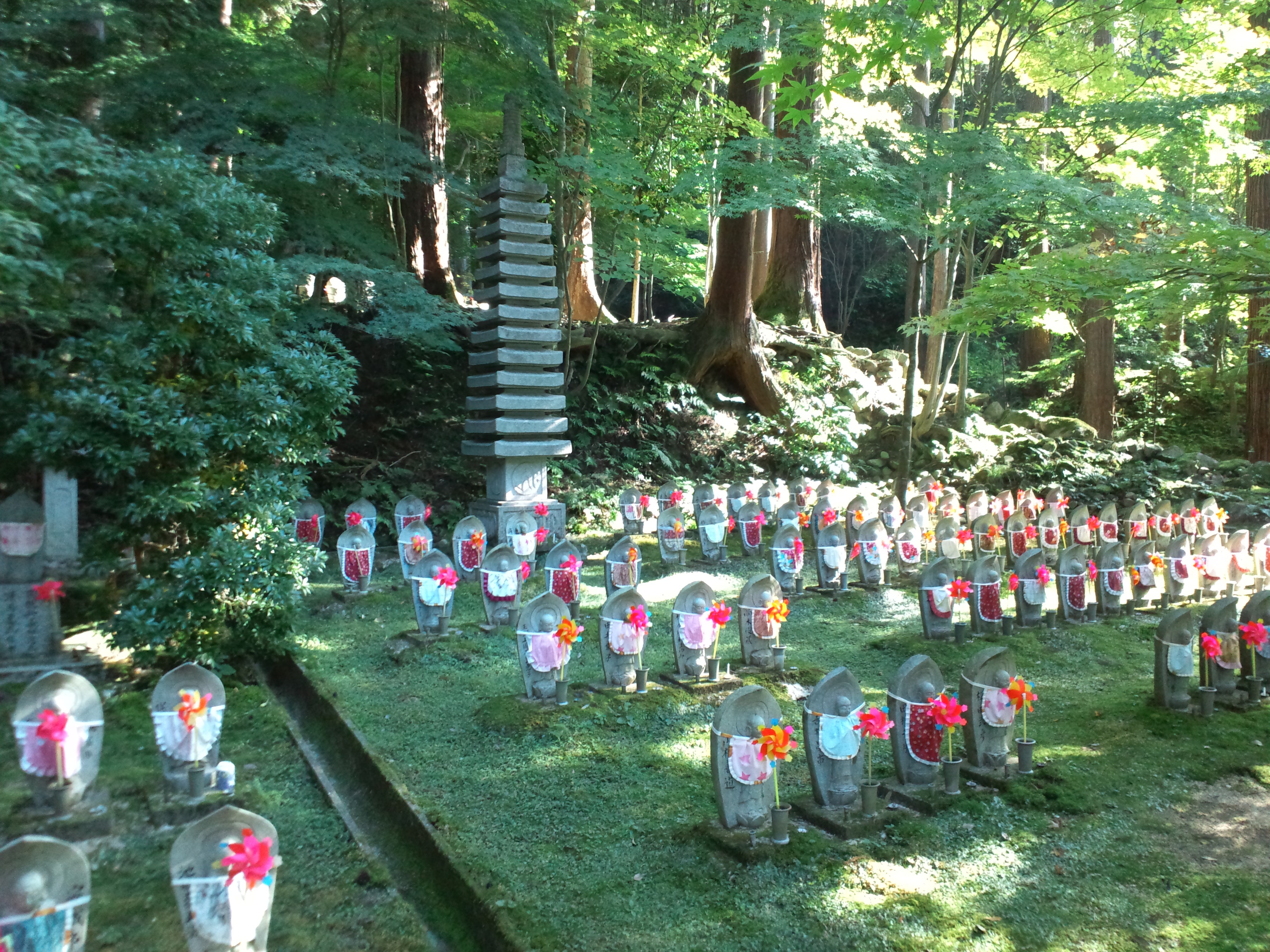
千体地蔵

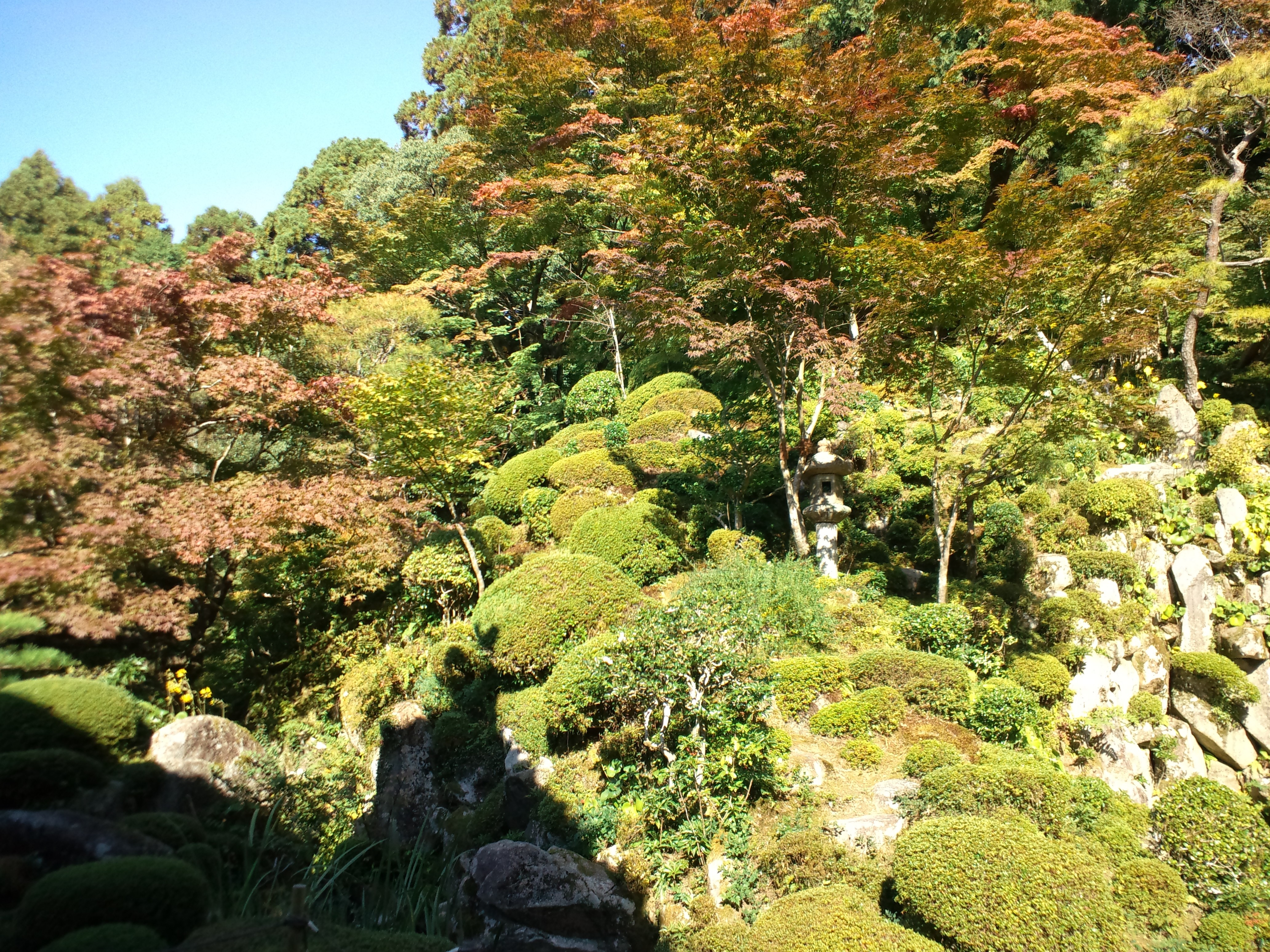
庭園

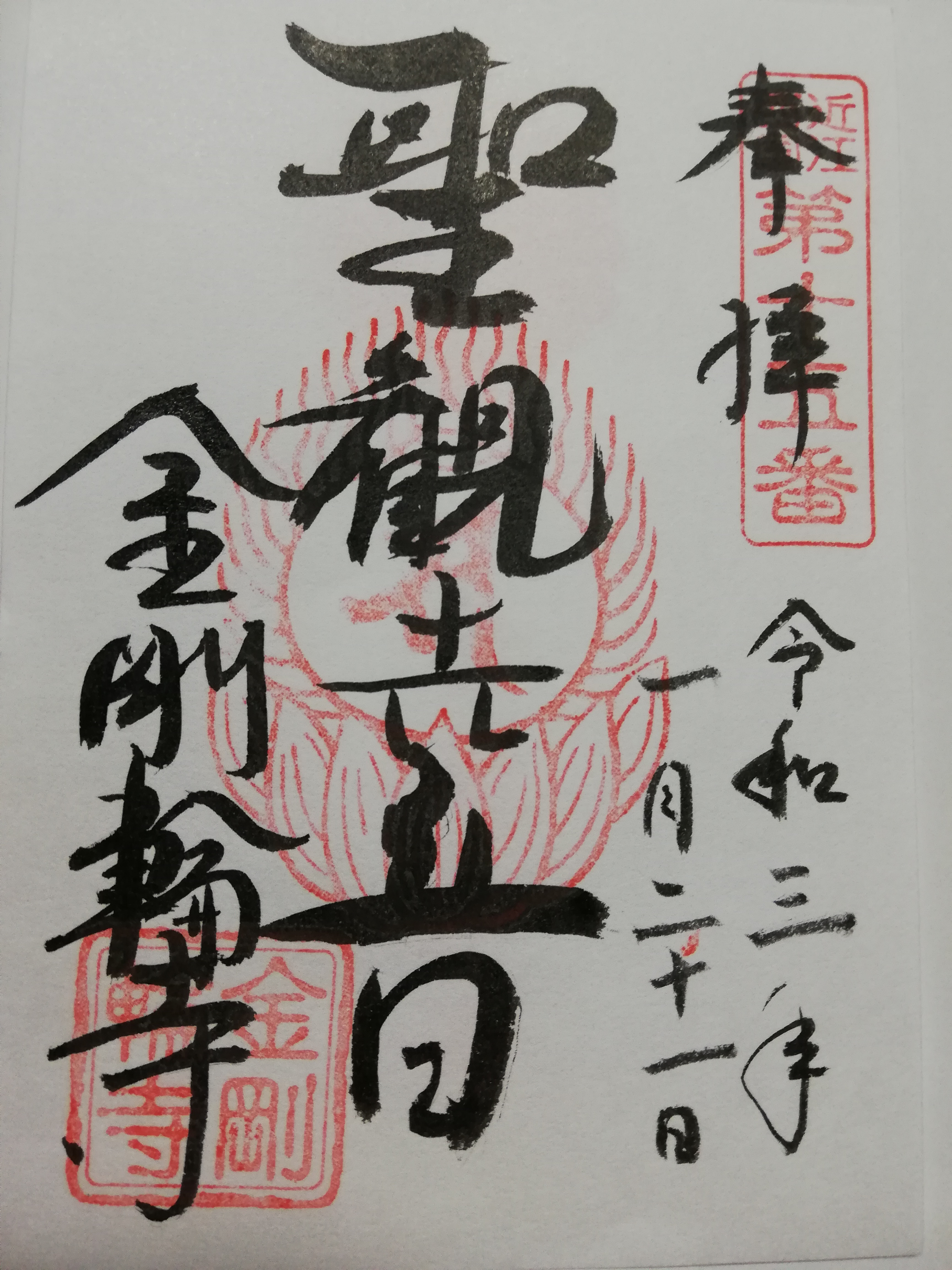
金剛輪寺の御朱印

金剛輪寺（こんごうりんじ）は、滋賀県愛知郡愛荘町松尾寺にある天台宗の寺院。山号は松峯山（しょうほうざん）。本尊は聖観音菩薩（秘仏）。地名から松尾寺ともいう。開創は行基とされる。西明寺、百済寺（ひゃくさいじ）とともに湖東三山の1つに数えられる。現在は「血染めのもみじ」と呼ばれる有名な紅葉の名所となっている。

## 歴史
琵琶湖の東、鈴鹿山脈の西山腹に位置する金剛輪寺は、寺伝によれば聖武天皇の勅願で奈良時代の僧・行基の開創とされ、創建は天平9年（737年）または天平13年（741年）と伝える。金剛輪寺の所在地は、昭和の市町村合併以前は秦川村といったことから、渡来系氏族の秦氏とも何らかの関係があったとする見方もある。
その後、平安時代前期の嘉承年間（848年 - 851年）には天台宗の僧・円仁（慈覚大師）によって再興されたと伝え、寺では円仁を中興の祖としている。以上の創建伝承を裏付ける確かな史料はないが、伝来する仏像の制作年代などから、平安時代後期には寺が存在したとみられる。平安時代から中世にかけての金剛輪寺の歴史は必ずしも明らかでないが、寺内には平安時代後期から鎌倉時代の仏像が多く残る。また、石垣で作られた多くの僧坊の跡も残っている。
本堂は、元寇の戦勝記念として近江守護佐々木頼綱（六角頼綱）によって建立されたとされる。本堂の須弥壇金具には弘安11年（1288年）の銘が残っている。しかし、現存する本堂は南北朝時代に再興されたものとみられる。
鎌倉時代末期には天台密教の一流派である西山流の本拠地となっている。
天正元年（1573年）、織田信長の兵火で湖東三山の1つである百済寺は全焼し、金剛輪寺も被害を受けるが、現存の本堂、三重塔は寺僧の尽力で焼失をまぬがれたという。当寺の本堂をはじめとする中心堂宇は総門や本坊のある地点から数百メートルの石段を上ったはるか奥にあるため、見落とされ、焼き討ちをまぬがれたのではないかという説もある。
江戸時代以降は次第に衰微し、楼門の2階部分が崩壊したり、三重塔の三重目部分が倒壊したりしている。
慶応4年（1868年）1月8日、薩摩藩の西郷隆盛や公家の岩倉具視の支援を得て当寺で赤報隊が結成された。

## 境内
西面する総門を入ると左に愛荘町立歴史文化博物館があり、その奥に塔頭の常照庵がある。総門から参道を進むと左に本坊の明寿院があり、そこから両側に千体地蔵の並ぶ参道を数百メートル進んだ地点に二天門、その先に本堂、本堂左手の高所に三重塔がある。かつてはこの参道に沿って多くの僧坊が建ち並んでいた。
- 本堂（国宝）

入母屋造、檜皮葺の和様仏堂で、中世天台仏堂の代表作として国宝に指定されている。桁行（間口）、梁間（奥行）とも7間（「間」は長さの単位ではなく、柱間の数を表す建築用語）。須弥壇の金具に弘安11年（1288年）の銘があり、元寇の戦勝記念として近江守護佐々木頼綱（六角頼綱）によって建てられたといわれるが、本堂の建築様式・技法は鎌倉時代まではさかのぼらず、南北朝時代の建立とみられ、前述の金具は前身堂のものとみられる。1988年（昭和63年）の屋根葺替え修理の際の調査の所見でも、須弥壇の年代は金具銘の弘安11年（1288年）まではさかのぼらないとしている。梁間7間のうち、手前の3間分を礼堂（らいどう）とし、その奥の梁間2間分を内陣、もっとも奥の梁間2間分を後戸（うしろど）とする。後戸は左右端の桁行各1間分を区切って堂蔵（どうぐら）とする。向拝は設けず、縁は正面と側面の礼堂部分にのみ設ける。堂の背面中央には3間分の張出があり、この部分は閼伽棚（仏前に供養する水や花の置き場）となっている。礼堂内には正面と側面に入側柱（建物外周より一筋内側に立つ柱）が立つが、これらの柱は太く豪壮で、側柱（建物外周の柱）の4割増しの太さがある。組物は出組（柱筋から肘木を1段持ち出した形式）、中備（なかぞなえ）は間斗束（けんとづか）とする。様式は和様を基調とし、正面柱間をすべて蔀戸にするのは和様の特色であるが、内部の組物の拳鼻などに禅宗様の要素がみられ、拳鼻の彫刻の様式も、本建物を南北朝時代の建立と判定する要素の一つである。本尊を安置する厨子は建築的細部をもつもので、入母屋造、檜皮葺きとする。この厨子は建物と同時期の作とみられ、本堂の「附」（つけたり）として国宝に指定されている。
本尊の聖観音立像は、行基が一刀三礼で制作した「生身（なまみ）の観音」と呼ばれる像で他の多くの天台寺院の本尊と同様、秘仏である。この像は一見、未完成像かと思われるほど、体部の彫りが荒々しく、平安時代後期の鉈彫像の系譜に属するものとみられる。
- 三重塔（重要文化財）

本堂の左（北）の一段高い場所に建つ。寺伝では鎌倉時代の寛元4年（1246年）の建立というが、様式的には南北朝時代の建築とみられる。織田信長の焼き討ちはまぬがれたものの、近世以降は荒廃し、塔の初層と二重目の軸部（柱、梁などの根幹材）と組物がかろうじて残るだけで、三重目はなくなっていた。現状の塔は1975年（昭和50年）から1978年（昭和53年）にかけて修理復元されたもので、欠失箇所は同じ滋賀県内の西明寺三重塔などを参考に復元したものである。
- 二天門（重要文化財）

様式上、室町時代前期の建築。寺伝では、元来は楼門（2階建て門）だったが、2階部分が失われたものという。組物の形式などからみて、伝承どおり楼門の上層部分が失われたものか、または楼門として建立する予定だったものが未完成に終わったものとみられる。屋根は入母屋造、檜皮葺とするが、屋根材は江戸時代のもので、当初からこの形式であったかどうかは不明である。
- 塔頭の跡 - 参道の両側に石垣が残る。
- 千体地蔵 - 参道の両側や僧房の跡地に並べられて祀られている。
- 不動堂 - 2006年（平成18年）建立。
- 地蔵堂 - 1997年（平成9年）建立。
- 西谷堂
- 明寿院 - 本坊。1977年（昭和52年）の火災で書院、玄関、庫裏が焼失し、現在の建物はその後に再建されたものである。
  - 書院
  - 玄関
  - 庫裏
  - 庭園（国指定名勝）

安土桃山時代から江戸時代にかけて整備された池泉回遊式庭園。3つの庭で構成されており、その全てが名勝指定されている。1つ目は桃山時代の庭で、石橋を中央に架け、鎌倉時代の宝篋印塔を置く。石楠花の名所でもある。2つ目は江戸時代初期の庭で、石組が多い。3つ目は最も奥に位置する江戸時代中期の庭で、池に石造りの宝船を配置する。
- 護摩堂 - 正徳元年（1711年）建立。
- 茶室「水雲閣」

天保年間（1830-1844年）築。寄棟造りで一部は懸造となっており、庭園の池の上に張り出すように造られている。二畳台目の茶室で、待合の格天井には四季の花々が描かれている。幕末に結成された赤報隊決起の場としても知られている。
- 常照庵 - 塔頭。
- 愛荘町立歴史文化博物館 - 総門の内側にある。
- 総門（黒門）

金剛輪寺の玄関口。江戸時代初期の建立で、全体的に黒色を施していることから「黒門」とも呼ばれる。門の脇には「下馬」の碑があり、かつて参拝者はここで馬を降りて参拝していたものと思われる。
- 大行社 - 鎮守社。名神高速道路を超えた場所にある。元は文安4年（1447年）に建てられた三所権現社の本殿（本堂の北にあった）だったが、大行社本殿が焼失したために1877年（明治10年）に現在地に移築された。所有者は大行社（金剛輪寺とは別法人）[8]。

## 文化財

### 国宝
- 本堂 附：厨子

### 重要文化財

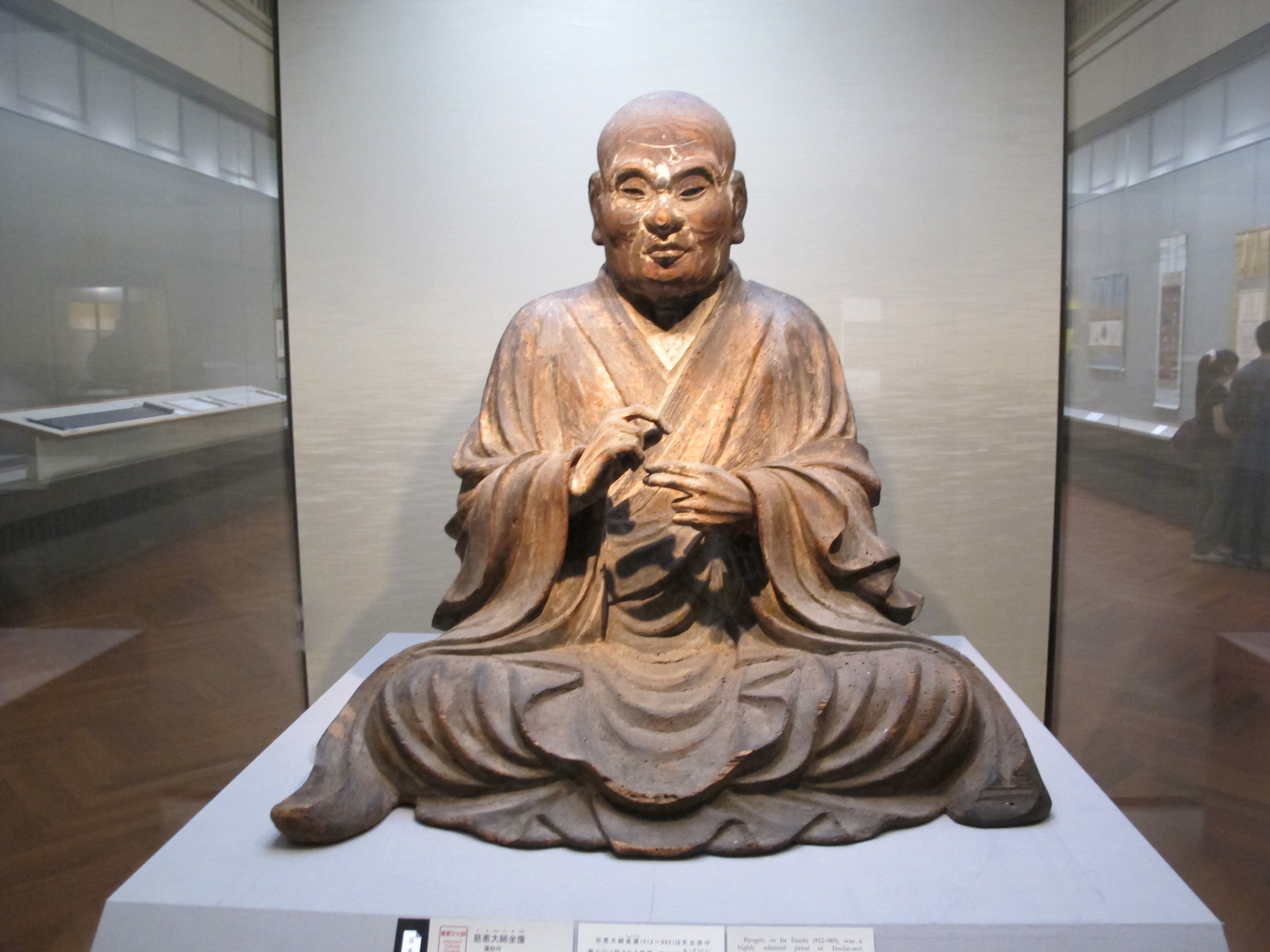
木造慈恵大師坐像　弘安9年（1286年）作

- 二天門
- 三重塔
- 木造阿弥陀如来坐像 上品下生印

鎌倉時代前期。像高141.2cm。本堂内陣の、向かって右側に安置されており、胎内の銘文によると経円が貞応元年（1222年）に造立を開始し、嘉禄2年（1226年）に完成させた。
- 木造阿弥陀如来坐像 上品上生印

平安時代後期。像高140.0cm。本堂内陣の、向かって左側に安置されている。
- 木造十一面観音立像

平安時代、像高172.4cm。本堂後陣に祀られており、かつては山内にあった末寺の岡寺の本尊であったと伝えられている。頭と体の主要部分は檜の一材より掘り出され、他の部分は別材が用いられている。伏し目がちの柔和な面立ちで、体つきもゆったりしている。
- 木造不動明王立像・毘沙門天立像

各像足枘に建暦元年（1211年）銘
- 木造四天王立像

本堂内陣須弥壇上の向かって右の右手前に増長天（像高146.9cm）が、左手前には持国天（像高155.2cm）が、向かって左の右手前に広目天（像高147.1cm）が、左手前に多聞天（像高153.8cm）が安置されている。持国天と多聞天像の足枘の墨書銘によると建暦二年（1212年）に造像されたことが分かっており、増長天と広目天とは作風を異にする。
- 木造慈恵大師坐像

弘安9年（1286年）像内銘、蓮妙作。東京国立博物館に寄託。
- 木造慈恵大師坐像

像高84.0cm。正応元年（1288年）に蓮妙が父母の往生極楽を願い、66体造立したうちの一つ。
- 木造阿弥陀如来坐像（常照庵所有）

平安時代後期に流行した定朝様を示し、穏やかで優しい表情をたたえている。本堂須弥壇上に安置される阿弥陀如来坐像（上品下生印）と作風が非常に似ており、この像も経円の作である可能性が高い。
- 木造不動明王二童子像（常照庵所有）

立像の不動明王を主尊として、左脇侍に矜羯羅童子を、右脇侍に制咤迦童子を配す三尊形式ととる。不動明王立像の溌溂とした表情や、肩幅の広さ・適度な筋肉質の上半身の表現は、鎌倉時代前期によく見られるものである。不動明王立像の大腿部から流れる裳の衣文の形式が、願成就院蔵の運慶作の不動明王立像と一致している。願成就院蔵の立像は上半身下半身ともに筋肉質なのに対し、本像の下半身は繊細であることなどから、運慶本人の作というよりは十三世紀に入ってからの慶派の作であると考えられている。
- 木造大黒天半跏像（明寿院所有）

像高55.6cm。平安時代の作で、頭上に冠を戴き、甲冑をつけて憤怒の相をしている。武装形をした古い型の大黒天では日本最古である。明寿院の護摩堂で祀られていたが、現在は本堂内陣に安置されている。
- 銅造孔雀文磬（けい）

鎌倉時代作、裾幅30.2cmの磬。中央に蓮華座を配し、その左右に羽を広げた孔雀が向き合う。
- 金銅蓮華唐草文透彫華鬘（けまん）3面

鎌倉時代作、縦29.2cm、横34.7cmの華鬘で、団扇形銅板に左右対称の蓮華唐草文が切り透かされ、表面は鍍金されている。うち東京国立博物館寄託 1枚、琵琶湖文化館寄託 1枚

### 国指定名勝
- 明壽院庭園

### 滋賀県指定有形文化財
- 木造聖観音立像
- 木造十二神将立像
- 梵鐘 - 愛荘町立歴史文化博物館寄託。
- 大般若波羅蜜多経（源敦経発願経）
- 観音玄義科
- 金剛輪寺下倉米銭下用帳 - 愛荘町立歴史文化博物館寄託。

### 愛荘町指定有形文化財
- 宝塔
- 木造不動明王立像
- 木造聖観音立像
- 木造毘沙門天立像
- 木造地蔵菩薩坐像
- 木造獅子狛犬 1対
- 銅造千手観音像鏡像 - 愛荘町立歴史文化博物館寄託。
- 漆塗太鼓形酒筒
- 金銅瓶鎮柄香炉

### 金剛輪寺旧蔵の文化財
- 金銅聖観音坐像 - 文永6年（1269年）西智作、ボストン美術館蔵[9]
- 金剛界八十一尊曼荼羅図 - 重要文化財、根津美術館蔵[10]。

### 関連文化財
- 大行社本殿（重要文化財）

## 前後の札所
近江西国三十三観音霊場
14 北野寺　-　15 金剛輪寺　-　16 百済寺
湖国十一面観音菩薩霊場
10 百済寺　-　11 金剛輪寺
びわ湖百八霊場
62 大覚寺　-　63 金剛輪寺　-　64 百済寺
近江七福神（大黒天）
神仏霊場巡拝の道
134 田村神社　-　135 金剛輪寺　-　136 西明寺

## 所在地
滋賀県愛知郡愛荘町松尾寺874番地

## 交通アクセス
- タクシー：JR稲枝駅から15分、JR彦根駅から25分
- 車：名神高速道路湖東三山スマートICより1分（ETC車）、八日市インターチェンジより国道307号線経由15分、彦根インターチェンジより20分（非ETC車）
- 路線バス：JR稲枝駅・近江鉄道愛知川駅・豊郷駅から「愛のりタクシーあいしょう」で12～20分程度
  - 紅葉シーズンのみ、JR河瀬駅よりシャトルバス運行

## 周辺施設
- 愛荘町立歴史文化博物館 - 寺に隣接。